# Forallac
Forallac é um município da Espanha na comarca de Baix Empordà, província de Girona, comunidade autónoma da Catalunha. Tem 50,46 km² de área e em 2021 tinha 1 708 habitantes (densidade: 33,8 hab./km²). O município foi criado em 1977, pela reunião dos antigos municípios de Vulpellac, Fonteta e Peratallada.

## Demografia
| Variação demográfica do município entre 1991 e 2004 | Variação demográfica do município entre 1991 e 2004 | Variação demográfica do município entre 1991 e 2004 | Variação demográfica do município entre 1991 e 2004 |
| --------------------------------------------------- | --------------------------------------------------- | --------------------------------------------------- | --------------------------------------------------- |
| 1991                                                | 1996                                                | 2001                                                | 2004                                                |
| 1492                                                | 1633                                                | 1598                                                | 1746                                                |